# (3507) Vilas
(3507) Vilas es un asteroide perteneciente al cinturón de asteroides, descubierto el 21 de octubre de 1982 por Edward Bowell desde la Estación Anderson Mesa (condado de Coconino, cerca de Flagstaff, Arizona, Estados Unidos).

## Designación y nombre
Designado provisionalmente como 1982 UX. Fue nombrado Vilas en honor a la especialista en ciencias planetarias estadounidense Faith Vilas.